# Dipenta Costruzioni
Dipenta Costruzioni S.p.A. è stata un'impresa italiana di grandi costruzioni con sede a Roma.
Sin dalla origine è stata attiva nel settore delle opere pubbliche e, all'atto dell'acquisto da parte di Astaldi, contava un fatturato medio annuo di circa 200 miliardi di lire e possedeva un portafoglio ordini di 700 miliardi.
Ha realizzato diverse opere ingegneristiche in Italia, in Europa e in Africa. I suoi settori di interesse sono state le infrastrutture di trasporto (autostrade, strade e ferrovie) e gli impianti di produzione energetica (dighe e impianti idroelettrici).